# Alexander Stangassinger
Alexander Stangassinger (* 30. Mai 1967 in Hallein) ist ein österreichischer Politiker (SPÖ). Er ist seit 2019 Bürgermeister der Bezirkshauptstadt Hallein im Land Salzburg.

## Leben

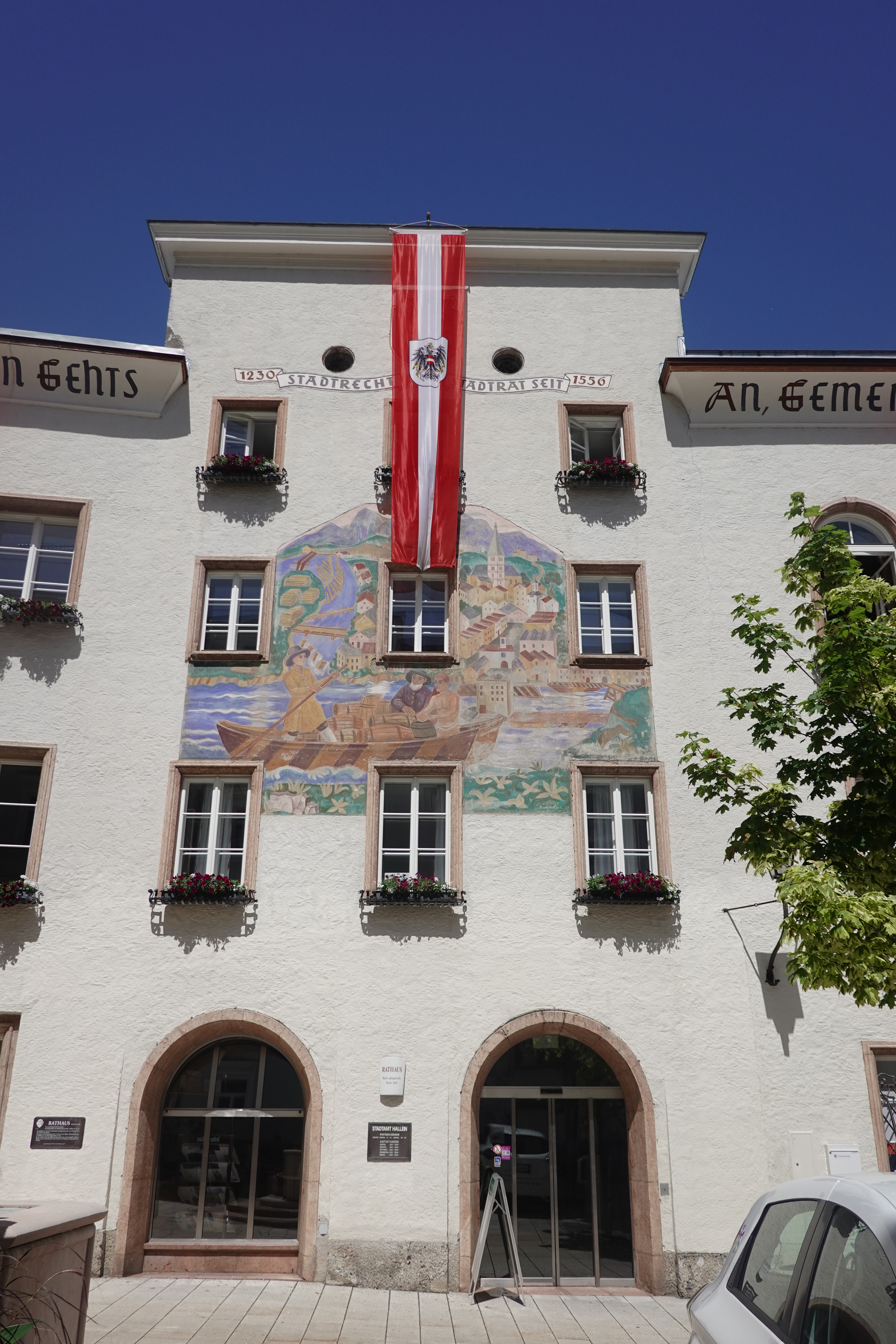
Rathaus von Hallein (2022)

Alexander Stangassinger wuchs im Halleiner Stadtteil Bad Dürrnberg auf. Nach einer kaufmännischen Ausbildung arbeitete er ab 1988 bei Mayer & Co Beschläge, dort zuletzt als Leiter der Logistik von zwei Standorten der Firma und Mitglied des Betriebsrats.

## Politik
Der SPÖ trat er 2006 bei. Ab 2009 war er Mitglied der Gemeindevertretung Halleins, ab 2014 Mitglied des Stadtrats.
Bei der Bürgermeisterwahl 2019 trat er als Kandidat der SPÖ an. Nachdem er im ersten Wahlgang an 10. März mit 38,4 Prozent der gültigen Stimmen führte, gewann er die Stichwahl am 24. März gegen den Interimsbürgermeister Halleins Maximilian Klappacher (ÖVP) mit 56,3 Prozent der gültigen Stimmen.
Alexander Stangassinger wurden von 2022 bis 2024 14 Delikte vorgeworfen. Sämtliche Ermittlungen wurden von der Halleiner Staatsanwaltschaft eingestellt.